# Chlorophorus capensis
Chlorophorus capensis är en skalbaggsart som först beskrevs av François Louis Nompar de Caumont de Laporte och Hippolyte Louis Gory 1841.  Chlorophorus capensis ingår i släktet Chlorophorus och familjen långhorningar.
Artens utbredningsområde är:
- Kenya.
- Moçambique.
- Rwanda.
- Zimbabwe.

Inga underarter finns listade i Catalogue of Life.